# Sains-lès-Marquion
Sains-lès-Marquion és un municipi francès situat al departament del Pas de Calais i a la regió dels Alts de França. L'any 2007 tenia 334 habitants.

## Demografia

### Població
El 2007 la població de fet de Sains-lès-Marquion era de 334 persones. Hi havia 135 famílies de les quals 48 eren unipersonals (20 homes vivint sols i 28 dones vivint soles), 20 parelles sense fills, 51 parelles amb fills i 16 famílies monoparentals amb fills.
La població ha evolucionat segons el següent gràfic:
Habitants censats

### Habitatges
El 2007 hi havia 144 habitatges, 134 eren l'habitatge principal de la família, 3 eren segones residències i 7 estaven desocupats. 133 eren cases i 11 eren apartaments. Dels 134 habitatges principals, 110 estaven ocupats pels seus propietaris, 23 estaven llogats i ocupats pels llogaters i 1 estava cedit a títol gratuït; 2 tenien una cambra, 6 en tenien dues, 22 en tenien tres, 24 en tenien quatre i 80 en tenien cinc o més. 99 habitatges disposaven pel capbaix d'una plaça de pàrquing. A 57 habitatges hi havia un automòbil i a 61 n'hi havia dos o més.

### Piràmide de població
La piràmide de població per edats i sexe el 2009 era:
| Homes | Edats   | Dones |
| ----- | ------- | ----- |
| 0     | 95 o +  | 0     |
| 0     | 90 a 94 | 0     |
| 0     | 85 a 89 | 0     |
| 0     | 80 a 84 | 8     |
| 12    | 75 a 79 | 4     |
| 4     | 70 a 74 | 8     |
| 8     | 65 a 69 | 4     |
| 4     | 60 a 64 | 12    |
| 12    | 55 a 59 | 12    |
| 8     | 50 a 54 | 8     |
| 16    | 45 a 49 | 0     |
| 4     | 40 a 44 | 16    |
| 4     | 35 a 39 | 12    |
| 4     | 30 a 34 | 12    |
| 12    | 25 a 29 | 16    |
| 8     | 20 a 24 | 8     |
| 4     | 15 a 19 | 8     |
| 8     | 10 a 14 | 4     |
| 4     | 5 a 9   | 16    |
| 20    | 0 a 4   | 4     |

## Economia
El 2007 la població en edat de treballar era de 206 persones, 140 eren actives i 66 eren inactives. De les 140 persones actives 129 estaven ocupades (68 homes i 61 dones) i 11 estaven aturades (6 homes i 5 dones). De les 66 persones inactives 21 estaven jubilades, 23 estaven estudiant i 22 estaven classificades com a «altres inactius».

### Ingressos
El 2009 a Sains-lès-Marquion hi havia 129 unitats fiscals que integraven 337 persones, la mediana anual d'ingressos fiscals per persona era de 16.284 €.

### Activitats econòmiques
Dels 10 establiments que hi havia el 2007, 1 era d'una empresa extractiva, 1 d'una empresa de fabricació d'altres productes industrials, 3 d'empreses de construcció, 1 d'una empresa de transport, 1 d'una empresa de serveis i 3 d'empreses classificades com a «altres activitats de serveis».
Dels 3 establiments de servei als particulars que hi havia el 2009, 2 eren paletes i 1 fusteria.
L'any 2000 a Sains-lès-Marquion hi havia 9 explotacions agrícoles.

## Equipaments sanitaris i escolars
El 2009 hi havia una escola elemental integrada dins d'un grup escolar amb les comunes properes formant una escola dispersa.

## Poblacions més properes
El següent diagrama mostra les poblacions més properes.